# راندي جونز (طبال)
راندي جونز (بالإنجليزية: Randy Jones)‏ هو طبال أمريكي، ولد في 23 يناير 1944 في سلاو في المملكة المتحدة، وتوفي في 23 يونيو 2016 في ذا برونكس في الولايات المتحدة.

## وصلات خارجية
- راندي جونز على موقع ميوزك برينز (الإنجليزية)
- راندي جونز على موقع أول ميوزيك (الإنجليزية)
- راندي جونز على موقع ديسكوغز (الإنجليزية)